# Fröhnd
Fröhnd település Németországban, azon belül Baden-Württembergben. Lakosainak száma 488 fő (2023. december 31.).

## Népesség
A település népessége az elmúlt években az alábbi módon változott:
| Lakosok száma | 475  | 517  | 486  | 456  | 433  | 466  | 489  | 490  | 483  | 488  |
|               | 1961 | 1967 | 1974 | 1980 | 1986 | 1993 | 1999 | 2005 | 2012 | 2023 |